# Дніпровська телевежа
Дніпровська телевежа — телекомунікаційна вежа заввишки 180 м, споруджена у 1958 році у Дніпрі.

## Характеристика
Висота вежі становить 180 м. Висота над рівнем моря — 144 м. Радіус потужності покриття радіосигналом становить 65 км. Прорахунок для DVB-T2 — 158 м.

## Радіомовлення
Частина радіостанцій мовлять з іншої телевежі Концерну радіомовлення, радіозв'язку та телебачення.

### УКХ-радіомовлення
- 70,37 УКХ - Світле радіо Еммануїл

### FM-радіомовлення
Радіостанції які мовлять на 1-й телевежі
- 87.5 FM - Українське радіо / Українське радіо. Дніпро[2].
- 89.3 FM - Radio Jazz
- 91.4 FM - Radio NV
- 98.1 FM - конкурс від 17/07/2025
- 107.3 FM - Інформатор FM

Радіостанції які мовлять на 2-й телевежі на просп. Олександра Поля 93
- 88.1 FM - Радіо Культура
- 88.5 FM - Radio Relax
- 90.1 FM - Мелодія FM
- 90.5 FM - Radio ROKS
- 90.9 FM - Радіо «Мегаполіс»
- 100.5 FM - Люкс FM
- 101.1 FM - Радіо Байрактар
- 102.0 FM - Хіт FM
- 102.9 FM - Наше радіо
- 104.8 FM - Радіо Промінь
- 105.8 FM - Радіо Чемпіон
- 106.8 FM - Kiss FM
- 107.7 FM - Радіо MAXIMUM

Радіостанції які мовлять на 3-й телевежі на вул. Олеся Гончара 5
- 89.7 FM - Перець FM
- 103.3 FM - DJ FM
- 104.0 FM - Power FM
- 105.3 FM - Шлягер FM

Радіостанції які мовлять на 4-й телевежі на вул. Панікахи 1, труба.
- 92.9 FM - Авторадіо
- 101.5 FM - П'ятниця

## Телевізійне мовлення

### Цифрове мовлення
- 26 - 1 мультиплекс
- 35 - 2 мультиплекс
- 25 - 3 мультиплекс
- 40 - 5 мультиплекс
- 8 - 7 мультиплекс